# Alf Lindblad
Alf Lindblad   (Fiskars, 19 de febrer de 1914 - 18 de maig de 1980) fou un atleta finlandès, especialista en curses de fons i d'obstacles, que va competir durant les dècades de 1930 i de 1940.
En el seu palmarès destaca una medalla de bronze en els 3.000 metres obstacles del Campionat d'Europa d'atletisme de 1938, rere Lars Larsson i Ludwig Kaindl, així com els campionats nacionals dels 3.000 metres obstacles de 1938 i 1939.

## Millors marques
- 5.000 metres. 14'43.9" (1938)
- 3.000 metres obstacles. 9' 09.2" (1938)[2]